# 亚恒星

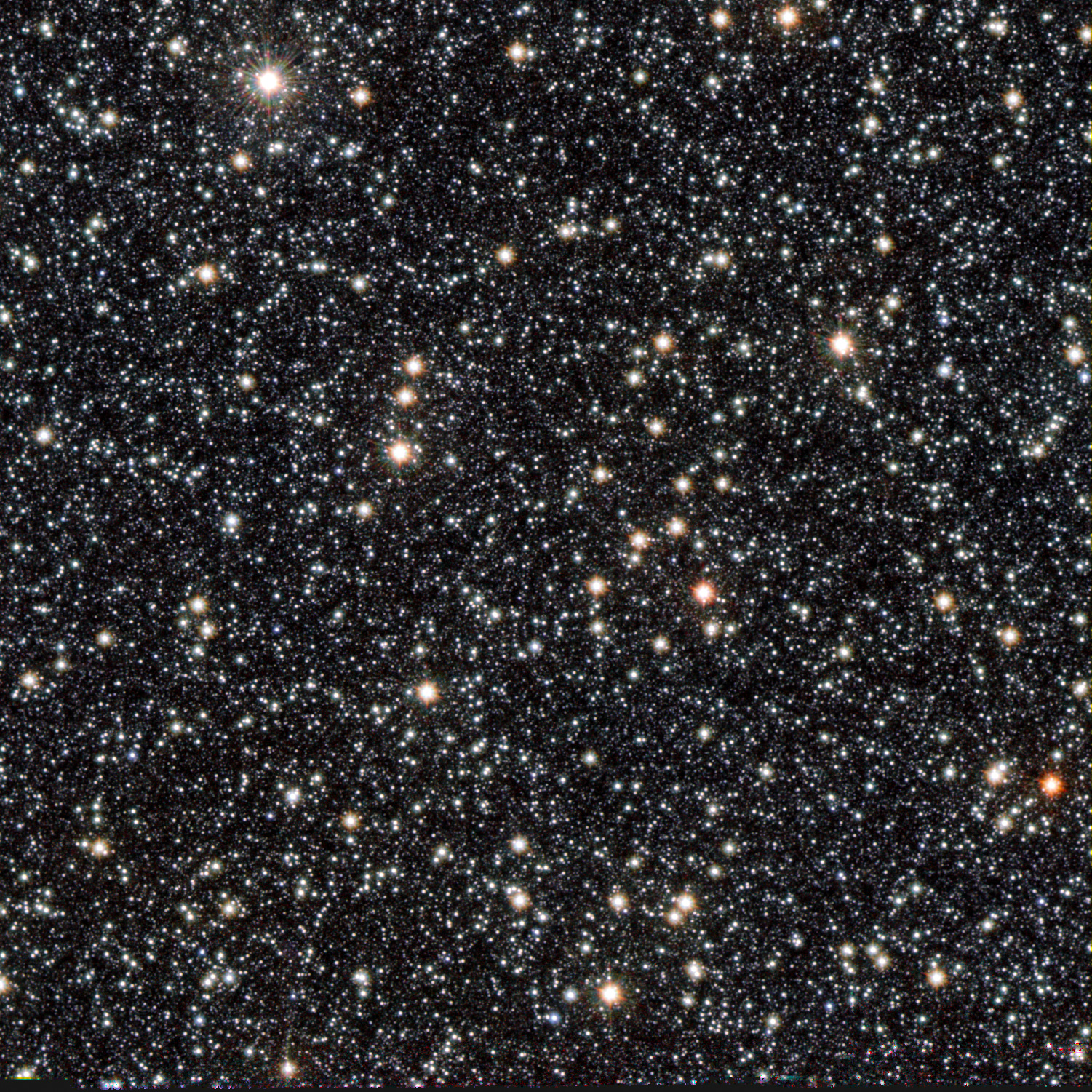
VVV BD001是一顆棕矮星，距離地球55光年遠。

亚恒星天体，也被称为亚恒星，是一类质量小于恒星的质量下限的天体。恆星質量下限約0.08M☉（約80倍木星質量），天体的质量只有达到该质量下限，才能够维持天体内的氢聚变。该类天体包括：棕矮星和行星質量體——尽管这两类天体的形成机制有所不同，其四周是否存在主星的情况也不同。
假设一颗亚恒星天体的物质构成类似于太阳，而其最小质量接近于木星质量（约为太阳质量的千分之一），则其半径则也将接近于木星半径（约为太阳半径的十分之一）。当一个亚恒星天体恰好处于触发氢聚变的临界条件下时，其内核的简并压缩将十分剧烈，密度将达到约1千克/立方厘米；但是随着亚恒星天体质量的减小，其内核密度也将随之减小，当质量仅相当于木星质量时，其内核密度将小于10克/立方厘米。由于天体密度的减小抵消了天体质量的减小，所以亚恒星天体的半径能够大致保持恒定。
一个质量恰好处于触发氢聚变的临界条件下的亚恒星天体的内核也可能能够短暂的发生氢聚变反应——这一反应将会为天体提供少量的能量——但是却不足以克服天体中持续进行的引力坍缩；同样的，虽然一个质量略大于0.013M☉的天体能够短暂的触发氘聚变，但是燃料也将在大约100万年至1亿年间耗尽。这些燃料耗尽之后，亚恒星天体所能使用的能量将仅仅来自于引力势能，这将导致天体逐渐冷却和收缩。环绕恒星运行的亚恒星天体由于能够接收到恒星的热量，其冷却收缩的过程可能较为缓慢，并将逐渐达到一种辐射出的能量相当于从恒星处接收的能量的平衡状态。